# Bilikum
Bilikum (katkad i trilikum, posljedicom lingvističke reanalize, ili trojka u Sloveniji) keramička je posuda koja se sastoji od tri spojena vrča. Naziv bilikum dolazi od njemačkog willkommen (hrv. „dobro došli”), a koristila se kao obredna posuda za ispijanje vina prilikom dobrodošlice gosta koji po prvi put posjećuje domaćinstvo. Svojim oblikom povezana je uz legendu o Čehu, Lehu i Mehu (Rusu), čija su imena često i napisana na vrčevima.
U Hrvatskoj se ranije izrađivao u seoskim lončarskim radionicama, ali i industrijskom proizvodnjom u Krapini tijekom 19. stoljeća.
Povezan je uz Križevačke štatute. Danas je simbol Križevaca i njegov suvenir.